# Auweyida
Auweyida (Boe, i 1850 - omkring 1921, ved Gababkanal) var en konge på øen Nauru. Før Nauru kom under europæisk herredømme, blev det styret af kongen der lavede love som blev opretholdt af stammehoveder. Da Tyskland annekterede Nauru til Tysk Ny Guinea, bevarede Auweyida sin suverænitet som Høvding for Nauruanen. Han blev gift med Eigamoiya. Der er ikke yderlige mere kendt om ham.
| Biografi | Spire Denne biografi er en spire som bør udbygges. Du er velkommen til at hjælpe Wikipedia ved at udvide den. |